# Freaky Stories
Freaky Stories é um seriado de animação canadense transmitido originalmente em outubro de 1997 pela YTV.  Foi exibido no Cartoon Network Brasil e no Canal Panda nos anos 90.
Originalmente, várias histórias faziam parte de cada episódio. No Brasil, as histórias foram exibidas individualmente, em intervalos prolongados entre programas, com cerca de 10 minutos de duração.
A série ficou marcada no Brasil pela frase "Essa é uma história real. Aconteceu com um amigo de um amigo meu.", dita por um narrador oculto no início e final de cada episódio.